# Cestrotus frontalis
Cestrotus frontalis är en tvåvingeart som först beskrevs av Kertesz 1904.  Cestrotus frontalis ingår i släktet Cestrotus och familjen lövflugor. Inga underarter finns listade i Catalogue of Life.